# La Cantatrice chauve
La Cantatrice chauve est la première pièce de théâtre écrite par Eugène Ionesco. La première représentation a eu lieu le 11 mai 1950 au théâtre des Noctambules dans une mise en scène de Nicolas Bataille. Cette œuvre du théâtre de l'absurde fut publiée pour la première fois le 4 septembre 1950 par le Collège de 'Pataphysique, qui promeut une philosophie et édite des textes fondés sur l'absurde.
La pièce détient le record du monde du nombre de représentations sans interruptions d'une pièce de théâtre dans une même salle, étant jouée depuis 1957 au théâtre de la Huchette. Elle totalise plus de 20 000 représentations et plus de trois millions de spectateurs fin 2021.

## Historique

### Genèse de la pièce
Ionesco avait esquissé une première version de la pièce en roumain, en 1934, sous le titre L'Anglais sans professeur. Il transposa ensuite ce texte en français en le modifiant notamment avec des phrases empruntées à la méthode Assimil. Cette méthode, « L'anglais sans peine », a fortement marqué Ionesco qui va alors décider d'écrire une pièce absurde. En effet, il a été frappé par la teneur des dialogues, très sobres et étranges, enchaînant des phrases sans rapport, ayant perdu tout sens, toute faculté de communication. 
Il fait ensuite lire cette pièce à des amis, espérant les amuser. Certains, comme Raymond Queneau le poussent à la faire jouer, tandis que d'autres, comme Bernard Grasset, trouvent la pièce injouable. Ionesco, lui, espérait seulement la faire jouer en cabaret « en partie ou intégralement » pour arrondir ses faibles revenus d'employé typographe. En effet, pour lui, ce n'était pas un texte littéraire mais un « jeu gratuit ». Cependant ce texte arrive entre les mains d'un jeune metteur en scène, Nicolas Bataille, qui est enthousiasmé et souhaite le jouer avec sa troupe, sous réserve de modifications. Ionesco modifie certaines scènes et les soumet aux comédiens : selon leur avis, les modifications sont conservées ou abandonnées.

### Mise en scène avec Nicolas Bataille
La troupe va alors s'atteler à mettre en scène la pièce. Comme tous les comédiens avaient trouvé ce texte très drôle, Nicolas Bataille décide de le mettre en scène comme une comédie ou une pièce de vaudeville. Après cinq mois de répétitions, grâce à un ami de Ionesco, la pièce peut être jouée dans un salon : échec complet. Avec son assistante Akakia Viala, Nicolas Bataille décide alors de changer l'optique de mise en scène, et de jouer la pièce comme un drame pour en faire ressortir le burlesque.

### Théâtre des Noctambules
La troupe passe alors une audition au Théâtre des Noctambules. Les directeurs apprécient la pièce et acceptent de la faire jouer en début de soirée. Cependant c'est un échec tant public que critique. Malgré la présence de nombreuses personnalités telles que Arthur Adamov, Albert Camus ou André Breton, le public siffle et crie contre les acteurs. La critique n'est guère plus clémente. Par exemple, Jean-Baptiste Jeener dit qu'« ils font perdre des spectateurs au théâtre ». Des amis de Ionesco et Queneau, comme « Lemarchand, Guy Dumur, André Frédérique, J. Brenner, Duvignaud, E. Humeau, Verdot, Lherminier, Joly », soutiennent malgré tout la création, mais ils  sont minoritaires. La pièce est contrainte de s'arrêter après un mois, faute de public, bien que les acteurs aient même fait les hommes sandwichs sur les boulevards.

### Reprises au théâtre de la Huchette

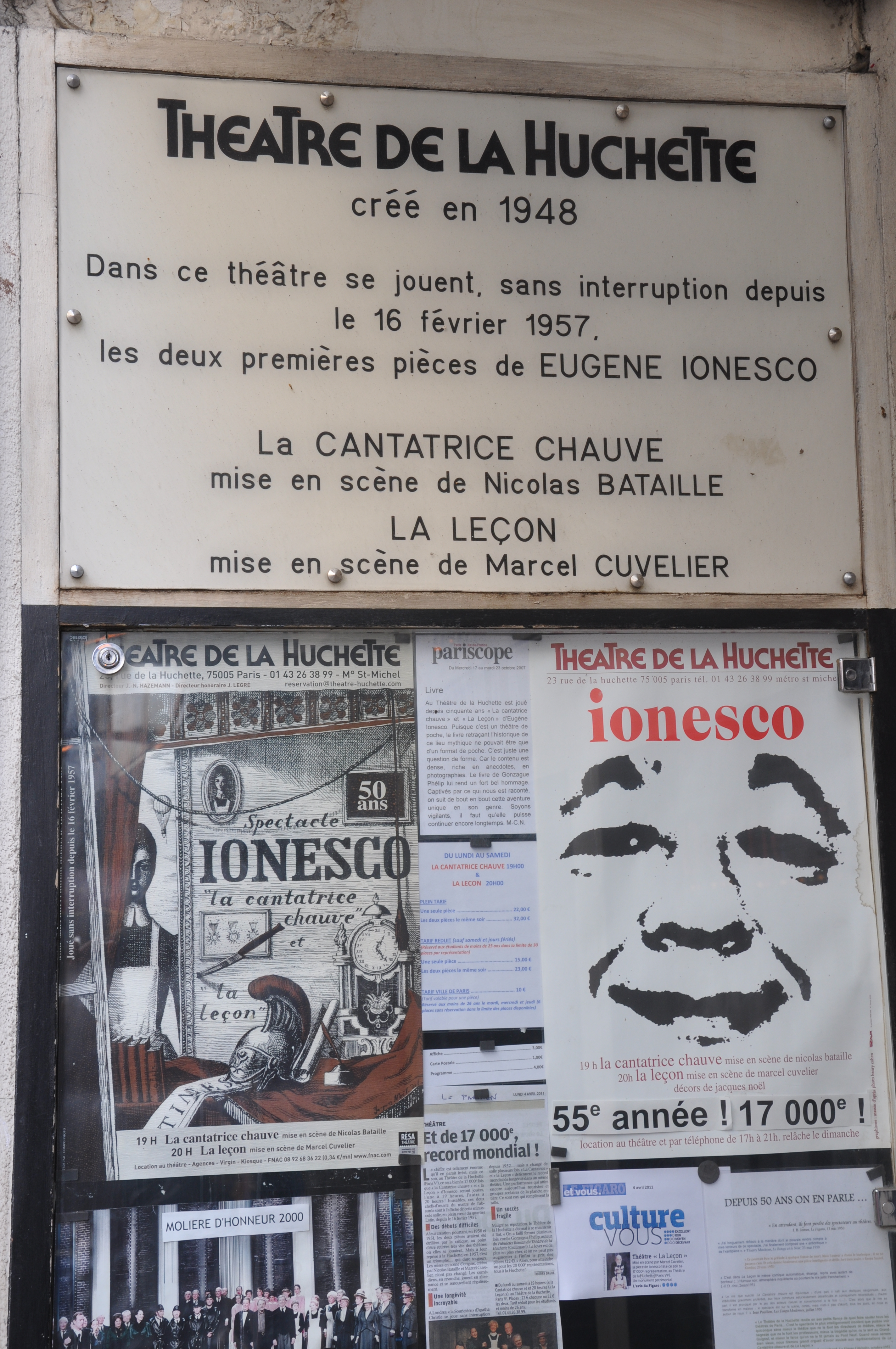
Affiches de la pièce et plaque commémorative des représentations au Théâtre de la Huchette.

En 1952, Robert Bartoli avait réservé la salle de la Huchette pour un spectacle qui fut un échec.  Il cesse les représentations et fait appel à la troupe de La Cantatrice chauve pour jouer les trois mois qui restaient. Il associe ce spectacle à La Leçon, pièce qui avait été créée en 1951 par Marcel Cuvelier au Théâtre de Poche-Montparnasse. Le spectacle est joué avec un bon succès public et critique. Cependant, à la fin de la location, la troupe est dissoute, les relations entre Bartoli, Cuvelier et Bataille s'étant fortement dégradées.
En 1957, la troupe souhaite rejouer la pièce. Pour payer la salle et les affiches, on demande une aide au cinéaste Louis Malle, qui accepte de prêter un million d'anciens francs. Après des hésitations entre une reprise à la Huchette ou au Théâtre de l’œuvre, Ionesco tranche en faveur du premier théâtre. En effet, pour le même budget il peut louer la salle un mois, tandis qu'au Théâtre de l’œuvre quelques jeudis auraient épuisé tous les fonds. Le succès est alors tellement grand que le directeur accepte de prolonger les représentations... jusqu'à aujourd'hui.

## Personnages

### Liste des personnages
- M. Smith ;
- Mme Smith ;
- M. Martin ;
- Mme Martin ;
- Mary, la bonne ;
- le capitaine des pompiers.

### Caractéristiques des personnages
Les personnages de la pièce sont vides : ils n’ont pas de personnalité, pas de psychologie. Ionesco dit même qu'ils sont « Fantoches. Êtres sans visage. Plutôt : cadres vides auxquels les acteurs peuvent prêter leur propre visage, leur personne, âme, chair et os ». Ces personnages dénués de psychologie sont caractéristiques du théâtre de Ionesco. L'auteur explique même que si les personnages n'ont pas de personnalité, c'est à cause de leur langage. Ils peuvent devenir « n'importe qui, n'importe quoi », ils ne sont rien. Cette vision du personnage s'oppose à celle du personnage psychologique conventionnel.
Du fait de leur absence de personnalité, ces personnages deviennent des personnes anonymes. Ils représentent toute la petite bourgeoisie : leur âge n'est pas précisé, ils mènent une vie banale dans une maison tout à fait ordinaire. La famille compte deux enfants en bonne santé et éduqués. Rien n'est fait pour les caractériser.

### Onomastique
Eugène Ionesco a soigneusement choisi les noms de ses personnages : les patronymes Smith et Martin sont très courants en Angleterre. Il en va de même pour leurs prénoms : Mary (La Bonne), Donald (M. Martin) et Elisabeth (Mme Martin). Elisabeth peut même faire référence à l'Elisabeth qui en 1950 était l'héritière du trône anglais et qui est devenue reine d'Angleterre deux années plus tard. De même pour la Bonne qui dit être Sherlock Holmes : ce nom fait écho aux Watson évoqués dans la scène 1 (référence aux romans de Conan Doyle). Ionesco essaie ainsi de faire de ses personnages des individus banals, aux noms communs et sans originalité. Le lieu de l'action est clair, non seulement à cause des noms mais aussi de nombreuses références à l'Angleterre, notamment dans la première didascalie.
Concernant la Bonne et le Capitaine des pompiers, Ionesco joue aussi sur l'absence de personnalité de ces personnages qui deviennent des « cadres vides » : rien d'autre que leur apparence, leur fonction n'est indiqué. Il réutilisera ce procédé dans ses pièces ultérieures, comme La Leçon, Victimes du Devoir ou Tueur sans gages.

## Résumé
Il est neuf heures du soir, dans un intérieur bourgeois de Londres, le salon de M. et Mme Smith. La pendule sonne les « dix-sept coups anglais ».
M. et Mme Smith ont fini de dîner. Ils bavardent au coin du feu. M. Smith parcourt son journal.  Le couple se répand en propos futiles, souvent saugrenus, voire incohérents. Leurs raisonnements sont surprenants et ils passent sans transition d’un sujet à un autre.
Ils évoquent notamment une famille dont tous les membres s’appellent Bobby Watson. Le dialogue rapporte que Bobby Watson est mort il y a deux ans, mais qu'ils sont allés à son enterrement il y a un an et demi et que cela fait trois ans qu'ils parlent de son décès. M. Smith, lui, s’étonne, de ce qu’on mentionne « toujours l’âge des personnes décédées et jamais celui des nouveau-nés ». Un désaccord semble les opposer, mais ils se réconcilient rapidement. La pendule continue de sonner « sept fois », puis « trois fois », « cinq fois », « deux fois », puis, comble de l'absurde, « autant de fois qu'elle veut ».
Mary, la bonne, entre alors en scène et tient, elle aussi, des propos assez incohérents. Puis elle annonce la visite d’un couple ami, les Martin. M. et Mme Smith quittent la pièce pour aller s’habiller.
Mary fait alors entrer les invités, non sans leur reprocher leur retard.
Les Martin attendent dans le salon des Smith. Ils s’assoient l’un en face de l’autre. Ils ne se connaissent apparemment pas. Le dialogue qui s’engage leur permet pourtant de constater une série de coïncidences curieuses. Ils sont tous deux originaires de Manchester. Il y a « cinq semaines environ », ils ont pris le même train, ont occupé le même wagon et le même compartiment. Ils constatent également qu’ils habitent à Londres, la même rue, le même numéro, le même appartement et  qu’ils dorment dans la même chambre. Ils finissent par tomber dans les bras l’un de l’autre en découvrant qu’ils sont mari et femme. Les deux époux s’embrassent et s’endorment.

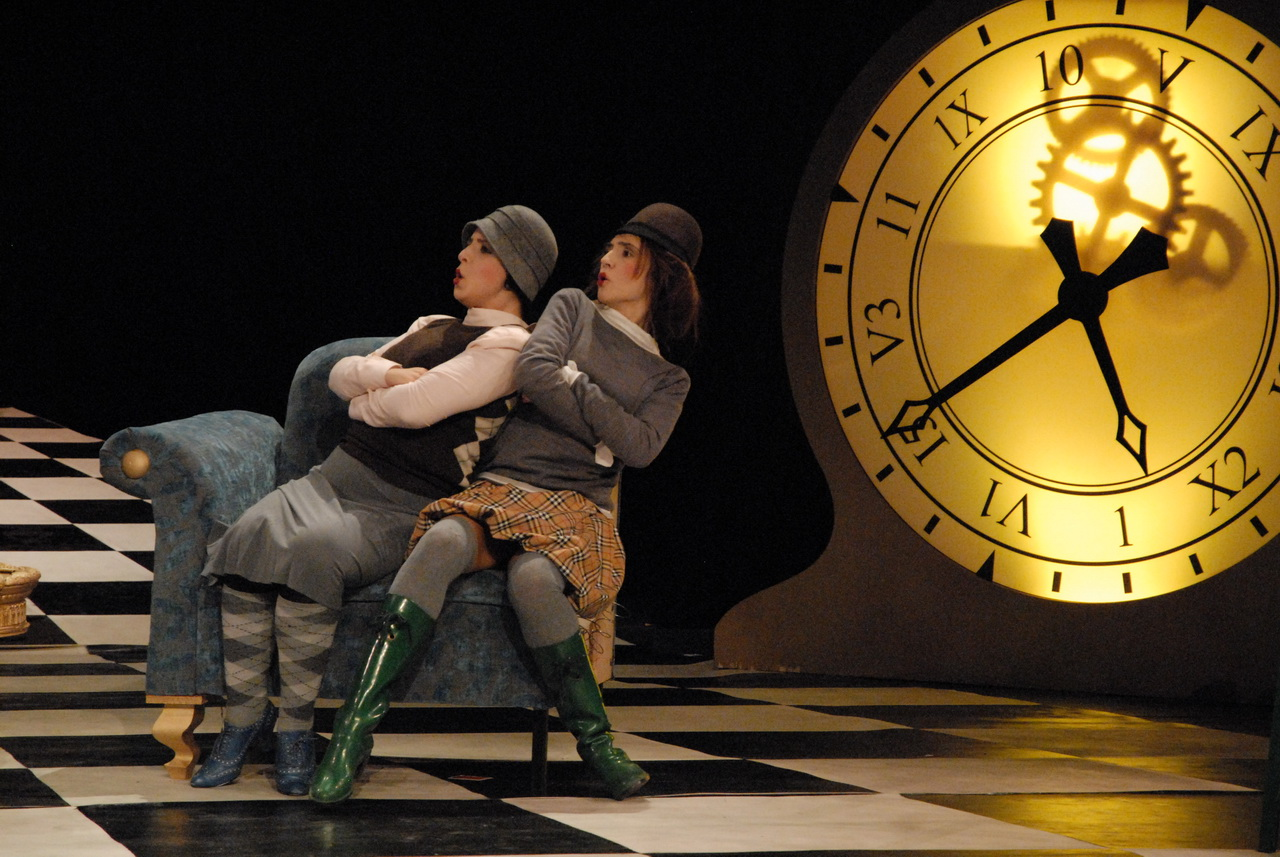
La Cantatrice chauve, dans une mise en scène de Jelena Balašević en 2009.

Mais, Mary, la bonne, de retour sur scène, remet en cause ces retrouvailles et révèle au public qu’en réalité les époux Martin ne sont pas les époux Martin. Elle-même confesse d’ailleurs sa véritable identité : « Mon vrai nom est Sherlock Holmes ».
Les Martin préfèrent ignorer l’affreuse vérité. Tout heureux de s’être retrouvés, ils se promettent de ne plus se perdre.
Les Smith viennent accueillir leurs invités. La pendule continue de sonner en toute incohérence. Les Smith et les Martin parlent maintenant pour ne rien dire. Puis par trois fois on sonne à la porte d’entrée. Mme Smith va ouvrir, mais il n’y a personne. Elle en arrive à cette conclusion paradoxale : « L’expérience nous apprend que lorsqu’on entend sonner à la porte, c’est qu’il n’y a jamais personne ». Cette affirmation déclenche une vive polémique. Un quatrième coup de sonnette retentit. M. Smith va ouvrir. Paraît cette fois le capitaine des pompiers.
Les deux couples questionnent le capitaine des pompiers pour tenter de percer le mystère des coups de sonnette. Mais cette énigme paraît insoluble. Le capitaine des pompiers se plaint alors des incendies qui se font de plus en plus rares. Puis il se met à raconter des anecdotes incohérentes que les deux couples accueillent avec des commentaires étranges.
Réapparaît alors Mary, la bonne, qui souhaite, elle aussi raconter une anecdote. Les Smith se montrent indignés de l’attitude de leur servante. On apprend alors que la bonne et le pompier sont d’anciens amants. Mary souhaite à tout prix réciter un poème en l’honneur du capitaine. Sur l’insistance des Martin on lui laisse la parole, mais on la pousse hors de la pièce pendant le récit. Le pompier prend alors congé en invoquant un incendie qui est prévu « dans trois quarts d’heure et seize minutes exactement ». Avant de sortir il demande des nouvelles de la cantatrice chauve. Les invités ont un silence gêné puis Mme Smith répond : « Elle se coiffe toujours de la même façon ».
Les Smith et les Martin reprennent leur place et échangent une série de phrases dépourvues de toute logique. Puis les propos se font de plus en plus brefs au point de devenir une suite de mots puis d’onomatopées. La situation devient électrique. Ils finissent tous par répéter la même phrase, de plus en plus vite : « C’est pas par là, c’est par ici ! »
Ils quittent alors la scène, en hurlant dans l’obscurité.
La lumière revient. M. et Mme Martin sont assis à la place des Smith. Ils reprennent les répliques de la première scène. La pièce semble recommencer, comme si les personnages, et plus généralement les individus étaient interchangeables. Puis le rideau se ferme lentement.
N.B. : Lors des premières représentations, le recommencement final s'effectuait avec les Smith, l'auteur n'ayant eu l'idée de substituer les Martin aux Smith qu'à la centième représentation[réf. nécessaire].

## Scènes canoniques

### Scène d'exposition
La scène d'exposition est une scène surprenante, car elle ne donne aucune information sur la pièce ou les personnages. Cependant, la didascalie initiale spécifie le lieu de l'action : l'Angleterre. Cette précision sera reprise par Mme Smith qui ne cesse de répéter qu'elle vit dans la banlieue de Londres. De plus, les personnages ne parlent que de détails de leur vie commune : leur repas, leur marchand de yaourt ou leurs amis qui sont morts. Tous ces détails sont donnés en masse, le lecteur/spectateur ne sait plus lesquels sont pertinents. Aucune action n'est entamée. Pourtant, cette pièce reprend des principes classiques, notamment dans l'organisation du texte : un découpage en scènes, la liste des personnages ou la didascalie initiale.

### Scènes de reconnaissances
Il y a plusieurs scènes de reconnaissance dans la pièce : à la scène 4, les Martin découvrent qu'ils sont mariés ; à la scène 5, la Bonne révèle qu'elle est Sherlock Holmes. Mais toutes ces scènes parodient la scène de reconnaissance.
La scène 4 appuie très fortement sur l'aspect surprenant de la scène par la répétition incessante de « Comme c'est curieux ! Comme c'est bizarre ! Quelle coïncidence ! ». Mais finalement cette scène se résout par un retour à la normalité, les personnages finissant par vivre « comme avant ». Ionesco va donc à contre-pied de la tradition théâtrale. De même à la scène 5 : la Bonne révèle son identité secrète, mais le nom qu'elle donne, Sherlock Holmes, est tellement invraisemblable qu'il ne crée aucune surprise : le public ne peut pas le croire.

## Modifications lors du travail de mise en scène

### Fin de la pièce
Concernant la fin du texte, Ionesco a beaucoup hésité. Dans un premier temps, il avait songé à faire, à l'aide de comédiens cachés dans le public, une révolte du public contre les acteurs. Cette révolte serait ensuite canalisée par le directeur et un commissaire de police tirant sur la foule. Ionesco avait aussi songé à faire entrer « l'auteur », et à lui faire dire au public : « Bande de coquins, j'aurai vos peaux ! ». Cependant, il a trouvé ces scènes trop polémiques et surtout trop coûteuses, nécessitant plusieurs acteurs supplémentaires pour seulement quelques minutes de plus. Ionesco a donc choisi de faire recommencer la pièce. Les Smith reprenaient alors le texte du début. Au bout de la centième représentation, il a décidé de changer cette fin et a fait reprendre ce même texte par les Martin. Ceci permettait d'appuyer sur l'interchangeabilité et l'absence de personnalité des personnages.

### Titre de la pièce
Concernant le titre, Ionesco avait eu de nombreuses idées : L’Heure anglaise, Une heure d’anglais, Big Ben folies et enfin L'Anglais sans peine. Ce dernier titre est celui de la version donnée à Nicolas Bataille, celui-ci désire le changer, car il était trop proche de la pièce L'Anglais tel qu'on le parle, de Tristan Bernard. Ce n'est qu'après un trou de mémoire, lors d'une répétition, que le titre de la pièce est fixé : le comédien qui jouait le pompier fit un lapsus linguae sur les mots « institutrice blonde » qu'il transforma en « cantatrice chauve ». Ionesco a alors choisi ces mots comme titre définitif.

## Pièce parodique

### Bourgeoisie
Ionesco, dans cette pièce, se moque de la bourgeoisie, à première vue, il pourrait s'agir de la bourgeoisie anglaise. En effet, dans la première scène, les didascalies comme les paroles des personnages ne cessent d'appuyer sur leur caractère « anglais ». Dans Notes et contre-notes, Il précise bien qu'il ne s'agit pas d'une satire de la bourgeoisie anglaise, mais d'une satire « d'une sorte de petite bourgeoisie universelle ». Cette bourgeoisie se révèle par son conformisme, et en premier lieu par l'usage de slogans et d'un langage éculé, d'un « langage automatique ».

### Langage
Cette pièce est pour l'auteur une « tragédie du langage » mais aussi une « parodie du langage ». D'une part, il essaie de présenter un langage qui se détériore progressivement, qui se détruit pendant la pièce, qui « se dégrad[e] de plus en plus ». Pour lui, cette pièce est « didactique », car elle enseigne à ses contemporains l'impuissance du langage que lui a monté la méthode Assimil. Il s'agit ainsi d'une tragédie, car le spectateur assiste à la déliquescence de la parole qui se mue en un langage « désarticulé ». D'autre part, il s'agit aussi d'une parodie du langage, car cette pièce est un jeu de mots écrit pour rire, et rire de la parole.

### Boulevard
Ionesco se moque aussi du théâtre qu'il appelle théâtre « psychologique de boulevard ». Il s'agit, d'une part, de briser la psychologie traditionnelle des personnages qui perdent toute personnalité dans la pièce. De plus, il se moque de la théâtralité, des « ficelles » qu'il juge trop évidentes du théâtre de boulevard. Ainsi il crée de nombreux rebondissements volontairement artificiels, comme quand la Bonne révèle qu'elle est Sherlock Holmes. Enfin, il utilise des clichés du vaudeville comme les couples qui se font et se défont. Ainsi, le spectateur assiste à deux couples qui se créent : la Bonne et le Pompier ainsi que les deux Martin. Il y a aussi quelques références sexuelles et scatologiques dans la pièce.

## Influences
Dans La Cantatrice Chauve, Eugène Ionesco montre nombre de ses influences. Il y a d'abord les Marx Brothers. Ainsi, pour La Cantatrice Chauve, il imaginait « une mise en scène […] un peu dans le style des frères Marx, ce qui aurait permis une sorte d’éclatement ». Il loue beaucoup leur comique absurde et burlesque. Ionesco a aussi été influencé par Franz Kafka auquel il fait souvent référence dans Notes et contre-notes. Il apprécie surtout sa nouvelle Les Armes de la Ville. Jean-Louis Barrault, voyant Rhinocéros, a bien dit que c’était là « du Marx Brothers chez Kafka ». Ion Luca Caragiale a aussi été un auteur important pour Eugène Ionesco. Il lui accorde même un chapitre dans Notes et contre-notes. Il dit de lui qu’il est « le plus grand des auteurs dramatiques inconnus ». Ionesco lui-même souligne ensuite des aspects du théâtre de Caragiale qu’il admire :
« Ses personnages sont des exemplaires humains à tel point dégradés, qu’ils ne nous laissent aucun espoir. […] Les héros de Caragiale sont […] des crétins politiciens. À tel point qu’ils ont déformé le langage le plus quotidien. »
On reconnaît dans cette description de son théâtre certains aspects de La Cantatrice chauve : le langage éculé dans le slogan et les personnages vides et sans personnalité. Alfred Jarry qui a écrit notamment Ubu roi peut être rapproché de l’auteur de La Cantatrice chauve. Notamment, car ces deux pièces ont choqué le public de leur époque à travers toutes les conventions théâtrales qu’elles rejetaient. De plus on retrouve des mécanismes comme l’exagération, l’onirisme, l’agressivité des personnages et leur inconsistance chez ces deux auteurs.
On retrouve aussi dans cette pièce une forte influence du vaudeville. Mais cette influence se marque par la parodie que Ionesco effectue de ce théâtre. Ainsi, la première didascalie, avec l'accumulation de l'adjectif « anglais » ressemble fortement au début de La Puce à l'Oreille de Feydeau.
Par la suite, la Cantatrice chauve influencera elle-même d'autres auteurs. C'est notamment le cas de Jean-Luc Lagarce. Dans sa première pièce publiée, Erreur de Construction, il laisse de très nombreuses références à cette pièce.

## Distribution

### Lors de la création
- Claude Mansard : M. Smith
- Paulette Frantz : Mme Smith
- Odette Barrois : La Bonne
- Nicolas Bataille : M. Martin
- Simone Mozet : Mme Martin
- Henri-Jacques Huet : Le Capitaine des pompiers

### Changements lors de la première reprise (1952)
- Minnie Müller : Mme Smith
- Robert Bartoli : Le Capitaine des pompiers

La pièce a été jouée avec La Leçon, dont la distribution était la même que lors de sa création :
- Marcel Cuvelier : Le Professeur
- Rosette Zucchelli : L’Élève
- Claude Mansart : La Bonne[11]

### Changements lors de la seconde reprise (1957)
Lors de la seconde reprise, les rôles de La Leçon sont portés par les mêmes acteurs. En revanche, pour La Cantatrice chauve, la distribution subit quelques modifications :
- Thérèse Quentin : Mme Martin
- Paul Vervisch : Mr Martin
- Odette Piquet : Mme Smith
- Pierre Frag : Le Capitaine des pompiers
- Jacqueline Staup : La Bonne

Depuis, les comédiens se sont assemblés. Ils sont aujourd'hui une cinquantaine de sociétaires. Toutes les semaines, une nouvelle distribution est donnée.

## Mises en scène

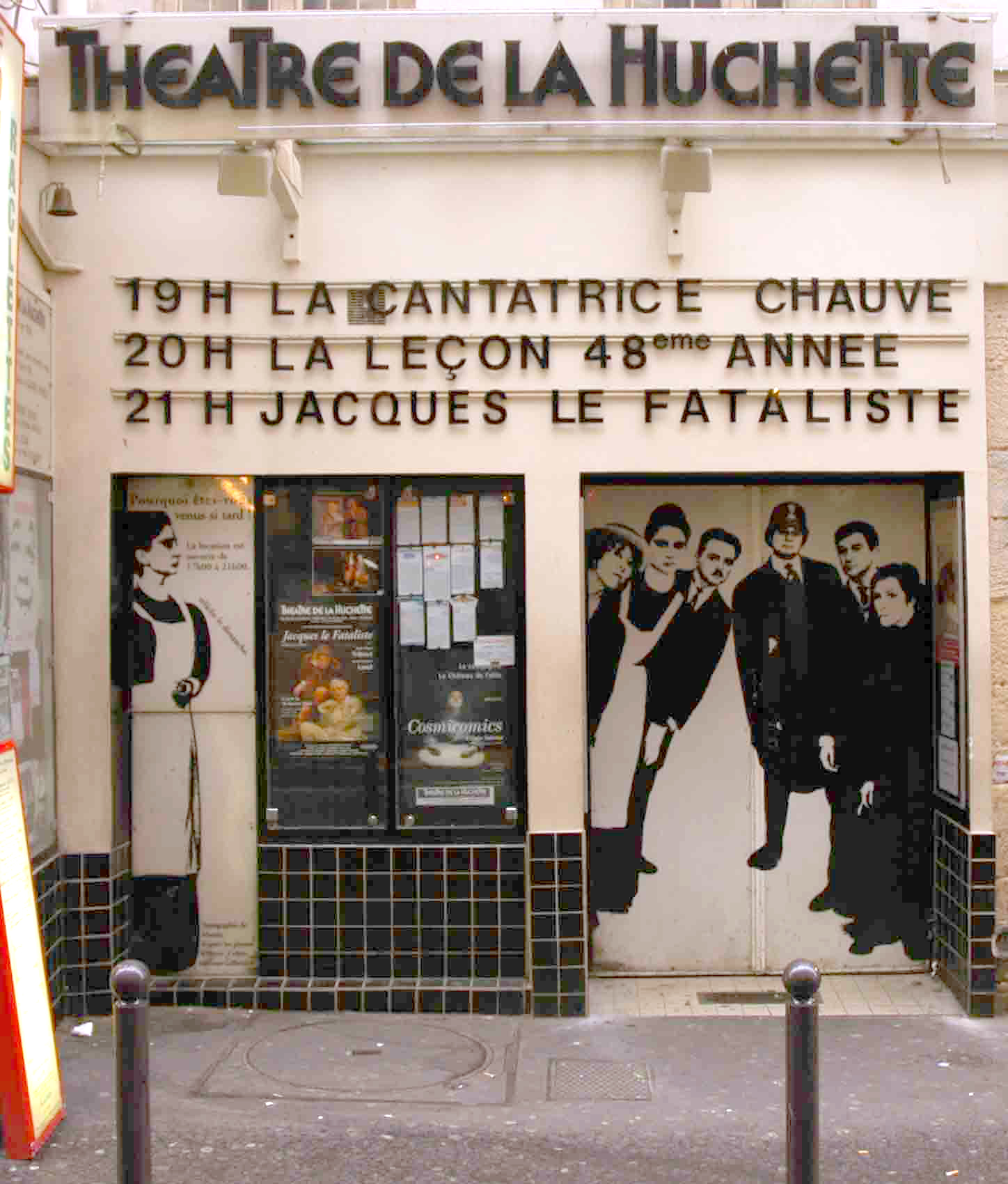
En 2006, La Cantatrice chauve et La Leçon à l'affiche du Théâtre de la Huchette pour la quarante-huitième année consécutive.

- 1950 : mise en scène Nicolas Bataille, Théâtre des Noctambules[2]
- 1952 : mise en scène Nicolas Bataille, Théâtre de la Huchette[2]
- 1957 : mise en scène Nicolas Bataille, Théâtre de la Huchette (reprise ininterrompue)[2]
- 1964 : mise en scène René Lesage, Théâtre de la rue du Lycée[42]
- 1976 : mise en scène Jacques Mauclair, Théâtre des Célestins[43]
- 1977 : mise en scène Roland Chalosse, Théâtre de l'Agora de Lyon[44]
- 1977 : mise en scène Daniel Benoin, Théâtre Daniel Sorano[45]
- 1991 : mise en scène Jean-Luc Lagarce, Théâtre de Montbéliard[46]
- 2009 : mise en scène Catherine Delattres, Théâtre Actuel et Public de Strasbourg[47]
- 2023 : mise en scène Bruno Dairou, Théâtre l'Albatros[48]

## Adaptations

### Opéra
- Livret de Gian Renzo Morteo, musique de Luciano Chailly, création le 5 novembre 1986 au Wiener Kammeroper
- Musique de Gérald Calvi, composition en 1996, création le 1er décembre 2009 à l’Opéra national de Montpellier-Languedoc-Roussillon

### Typographie
- Ionesco, La Cantatrice chauve, Robert Massin et Henry Cohen, 1964

## Distinctions
- 1996 : Grande Médaille de Vermeil de la Ville de Paris[2].
- 2000 : Molière d’honneur pour le Théâtre de la Huchette[49] et la permanence des représentations.

## Divers
La Cantatrice chauve a été au programme du bac français.